# Melaleuca platycalyx
Melaleuca platycalyx är en myrtenväxtart som beskrevs av Friedrich Ludwig Diels. Melaleuca platycalyx ingår i släktet Melaleuca och familjen myrtenväxter. Inga underarter finns listade i Catalogue of Life.